# Kornylo Mandyčevskyj
Kornylo Mandyčevskyj, cyrilicí Корнило Мандичевський, polsky Kornel Stanisław Mandyczewski (1828 – 19. dubna 1914 Nadvirna), byl rakouský řeckokatolický duchovní a politik ukrajinské (rusínské) národnosti z Haliče, na přelomu 19. a 20. století poslanec Říšské rady.

## Biografie
Zastával post řeckokatolického probošta. Od obnovení ústavní vlády až do své smrti působil také jako okresní starosta v Nadvirne.
Byl poslancem Říšské rady (celostátního parlamentu Předlitavska), kam poprvé usedl ve volbách roku 1885 za kurii venkovských obcí v Haliči, obvod Stanislavov, Bohorodčany atd. Slib složil 28. září 1885. Mandát obhájil ve volbách roku 1891, za kurii venkovských obcí, obvod Stanislavov, Nadvirna atd. Slib složil 13. dubna 1891. Opětovně byl zvolen i ve volbách roku 1897 a volbách roku 1901. Ve volebním období 1885–1891 se uvádí jako Kornel Mandyczewski, konzistorní rada, děkan a řeckokatolický farář, bytem Nadvirna.
Na Říšské radě je po volbách v roce 1885 uváděn coby člen Polského klubu. V roce 1890 je ovšem již řazen do Rusínského klubu. V roce 1891 je řazen mezi rusínské poslance. Po volbách roku 1897 je označován jako umírněný Rusín. Stejně tak po volbách roku 1901.
Zemřel v dubnu 1914.
Jeho syn Ivan Mandyčevskyj (1854–1925) byl právník a politik.